# Euploea aruana
Euploea aruana är en fjärilsart som beskrevs av Embrik Strand 1914. Euploea aruana ingår i släktet Euploea och familjen praktfjärilar. Inga underarter finns listade i Catalogue of Life.